# Unión Atlético Zamora
El Unión Atlético Zamora fue un equipo de fútbol venezolano que representó a la población de Santa Bárbara de Barinas y que nació el 12 de febrero de 2009; una idea planteada en medio de 4 paredes, las del Instituto Municipal de Deportes Ezequiel Zamora (IAMDEREZ), por los profesores Franklin Meza Nieves, Joe Franklin Zambrano Pérez y Daniel Fernando Oliveros.

## Historia
Debutan en la Tercera División, en la temporada 2009-2010. En dicha temporada, el equipo se ubicó como líder del Grupo Occidental I, al terminar invictos con 22 puntos. Logran acceder a la fase final del torneo, pero caen en la primera ronda ante Deportivo El Vigía, con un marcador global de 2-3. En el Clausura, juegan nuevamente en el Grupo Occidental I, pero terminan terceros, detrás del Atlético Turén y Boconoito FC, y no accede a la fase final del Clausura.
En la siguiente temporada: 2010-2011; el club albiazul termina empatado en la primera posición del Grupo Occidental 1 con el Yaracuyanos FC B, tras conseguir seis triunfos y cuatro empates; pero pierde el liderato por diferencia de goles, y los 3 puntos de bonificación. En el segundo torneo, terminan primero nuevamente, al acumular 19 puntos, tras cinco victorias, dos empates y una derrota, dos más que el equipo filial de Yaracuyanos FC, pero al contabilizar la bonificación de 3 puntos del primer torneo, pierden el derecho de ascender a la Segunda División B.
A pesar de este revés in extremis de la temporada anterior, la FVF invita al club a disputar la Segunda División B 2011-2012. Se ubican en el Grupo Occidental por vez primera frente a 7 rivales, entre ellos el ULA FC y Policía de Lara FC. Terminan sextos tras acumular 13 puntos, productos de 4 victorias y un empate. Al no poder clasificar al Torneo de Promoción y Permanencia, le toca jugar el torneo de Tercera División 2012, para luchar su permanencia en los torneos federados. Juegan el Grupo Occidental 1, y lo ganan fácilmente tras acumular 25 puntos de 30 posibles; tras lo que confirman su presencia para la siguiente temporada.
En la temporada 2012/13 de la Tercera División, se ubican segundos del grupo Occidental 1, detrás de la EF Seguridad Ciudadana de Guanare; con lo que disputan por vez primera el Torneo de Promoción y Permanencia a la Segunda División. Allí logran un respetable quinto lugar tras acumular 14 puntos, tras conseguir 4 victorias y 2 empates, marcando 18 goles y recibiendo 20 (-2). En la temporada 2014-2015 de la Tercera División, el cuadro barinés disputó solamente el Clasificatorio 2014, donde finalizó en la 6.ª posición del Grupo Occidental II, con 13 unidades obtenidas en 14 partidos, siendo esta la última incursión en la escala profesional del balompié venezolano; tras finalizar el mencionado torneo, desapareció por falta de apoyo económico.

## Datos del club
- Temporadas en 1.ª División: 0
- Temporadas en 2.ª División: 0
- Temporadas en 2.ª División B: 1 (2011-12)
- Temporadas en 3.ª División: 5 (2009-10, 2010-11, 2012-13, 2013-14, Clasificatorio 2014)

## Jugadores y cuerpo técnico

### Cronología de los entrenadores
Los siguientes profesores, han entrenado al albiazul:
- Msc Jairo "Morotuto" Arias, 2009
- Lcdo Daniel Fernando Oliveros, 2010-11
- Lcdo. Adrián Carrillo, 2012
- Prof. José Luis Useche, 2013-2014.